# Primus pilus
Primus pilus − najwyższy rangą centurion w rzymskim legionie i dowódca pierwszej kohorty legionu.
Kohorta była w rzymskiej armii podstawową jednostką taktyczną w ramach legionu. Kohorty składały się z centurii, dowodzonych przez centurionów przy pomocy optio. Najwyższy rangą centurion w legionie i dowódca pierwszej kohorty był określany jako primus pilus. Podczas gdy normalna kohorta liczyła od 5 do 8 centurii (zwykle 6), pierwsza kohorta złożona była z 10, tj. 800 ludzi oraz służb dodatkowych (kucharzy, kapłanów).
Nazwa primus pilus pochodzi od umiejscowienia własnej centurii centuriona w pierwszym szeregu (pilus) pierwszej kohorty w czasie marszu.
Wśród oficerów w legionie jedynie ośmiu przewyższało primus pilus swoją rangą:
- legat − dowódca legionu
- starszy trybun (tribunus laticlavus)
- prefekt obozu (praefectus castrorum)
- pięciu młodszych trybunów (tribuni angusticlavii)